# Herbert Alberts
Herbert Wilhelm Alberts (* 31. Januar 1943 in Canhusen, Landkreis Aurich) ist ein deutscher Kommunalpolitiker. Er war von 1981 bis 1986 ehrenamtlicher Oberbürgermeister der Seehafenstadt Emden in Ostfriesland und wurde von der SPD-Mehrheitsfraktion als Nachfolger des freiwillig aus dem Amt geschiedenen Jan Klinkenborg gewählt, blieb aber – nicht zuletzt aufgrund privater Probleme – lediglich viereinhalb Jahre im Amt.
Der seit 1973 amtierende Oberbürgermeister Jan Klinkenborg hatte sich 1979 erfolgreich als Kandidat für das Europäische Parlament aufstellen lassen und war gewählt worden. Er hatte bereits 1980 angekündigt, das Amt als ehrenamtlicher Emder OB nicht parallel zur Arbeit als Europaabgeordneter weiterführen zu wollen, was für die Emder SPD, die im Stadtrat die absolute Mehrheit stellte, die Suche nach einem neuen Oberbürgermeister notwendig machte. Neben dem Verwaltungsfachmann Alberts, der in der Kommunalverwaltung in Aurich arbeitete, standen auch der Gewerkschafter Willi Grix und der Emder VW-Angestellte Hartmut Uhe zur Diskussion. Der Emder SPD-Landtagsabgeordnete Johann Bruns hatte bereits frühzeitig erklärt, nicht für das Amt als OB zur Verfügung zu stehen. Die SPD-Fraktion entschied sich letztlich für den damals 38-jährigen Alberts, was Uhe später dazu bewog, sich aus der Emder Politik zurückzuziehen und beruflich an einem anderen VW-Standort zu bewerben.
Die Amtszeit Alberts’ war noch stets überschattet von der bereits jahrelang geführten Diskussion über das Für und Wider des Projektes Dollarthafen, einem Großprojekt, das einen mehrere Kilometer langen Außenhafen an der Emsmündung und die Ansiedlung von Industriebetrieben vorsah. Aus diesem Projekt wurde letztlich nichts, es beherrschte jedoch noch bis in die späten 1980er-Jahre hinein die Emder Politik. Die Wirtschaftsentwicklung war ansonsten vom Rückgang des Personalbestandes bei der größten Emder Werft Nordseewerke bei gleichzeitig konstanter Beschäftigungszahl im anderen Großbetrieb, dem Volkswagenwerk, beherrscht. Die Einwohnerzahl ging bis Mitte der 1980er-Jahre erstmals seit etwa als zwei Jahrzehnten unter die Zahl von 50.000 zurück. Auch städtebaulich kam Emden in den fünf Jahren von Alberts’ Amtszeit – im Gegensatz zu den Amtszeiten seiner beiden Vorgänger Hermann Schierig und Jan Klinkenborg – nur wenig voran, von der Umwandlung der Großen Straße im Stadtzentrum in eine Fußgängerzone abgesehen. Das einzige größere in Alberts’ Amtszeit begonnene Projekt war die Kunsthalle in Emden (Planung und Baubeginn ab 1983), das jedoch keiner städtischen Initiative seine Entstehung verdankt, sondern derjenigen des gebürtigen Emders und Stern-Gründers Henri Nannen.
Auch in der Kommunalverwaltung stand die Amtszeit des Oberbürgermeisters unter keinem guten Stern: Zwei „Abweichler“ in der SPD-Mehrheitsfraktion verhinderten – vermutlich aus persönlichen Gründen – die Wiederwahl des Oberstadtdirektors Heinrich Kleinschmidt, einer weithin anerkannten Person. Kleinschmidts Nachfolger Jörg-Dieter Thoben war hingegen mit dem Posten überfordert, was ihn zunehmend Autorität kostete. Er wurde vom Rat mit großer Mehrheit wieder abgewählt. Auch Alberts wurde untragbar, als private Probleme zunehmend an die Öffentlichkeit gerieten. Er bot am 11. August 1986 seinen Rücktritt an. Alberts’ Nachfolger wurde Alwin Brinkmann.